# Lucky Town
Lucky Town is het tiende studioalbum van Bruce Springsteen, uitgebracht op 31 maart 1992. Dit album kwam uit op dezelfde dag als Human Touch. De titel track is terug te vinden in de film Lucky You.
Er kwamen twee singles van het album: Better Days en Leap of Faith. Gary Mallaber is een Amerikaanse muzikant die onder andere ook samenwerkte met Warren Zevon. Bruce Springsteen werkte ook met Warren Zevon samen voor het nummer "Disorder In The House" op het laatste album van Warren Zevon, dat is verschenen na diens overlijden. Verder werkten aan het album de achtergrondzangeressen Patti Scialfa, Lisa Lowell en Soozie Tyrell mee.
Het album is opgenomen in de Thrill Hill West studio's en de A&M Studios, Los Angeles.

## Nummers
Alle nummers zijn geschreven door Bruce Springsteen.
1. "Better Days" – 4:08
2. "Lucky Town" – 3:27
3. "Local Hero" – 4:04
4. "If I Should Fall Behind" – 2:57
5. "Leap of Faith" – 3:27
6. "The Big Muddy" – 4:05
7. "Living Proof" – 4:49
8. "Book of Dreams" – 4:24
9. "Souls of the Departed" – 4:17
10. "My Beautiful Reward" – 3:55

## Muzikanten
- Bruce Springsteen – gitaar, zang, keyboards,  basgitaar, mondharmonica, percussie
- Gary Mallaber – drums
- Roy Bittan – keyboards op Leap of faith, The big muddy en Living proof
- Patti Scialfa – achtergrondzang op Better days, Local hero en Leap of faith
- Soozie Tyrell – achtergrondzang op Better days, Local hero en Leap of faith
- Lisa Lowell – achtergrondzang op Better days, Local hero en Leap of faith
- Randy Jackson – basgitaar op Better days
- Ian McLagan – Hammond orgel  op My beautiful reward

E Street Band: Bruce Springsteen · Roy Bittan · Nils Lofgren · Patti Scialfa · Garry Tallent · Steven Van Zandt · Max Weinberg
Jake Clemons · Charles Giordano · Soozie Tyrell
Voormalige leden: Ernest Carter · Clarence Clemons · Danny Federici · Vini Lopez · David Sancious
Voormalige tourmuzikanten:
Everett Bradley · Barry Danielian · Clark Gayton · Curtis King · Suki Lahav · Ed Manion · The Miami Horns · Cindy Mizelle · Michelle Moore · Tom Morello · Curt Ramm · Jay Weinberg